# Leszek Chyła
 Leszek Chyła (ur. 11 grudnia 1947 w Świekatowie) – generał dywizji Wojska Polskiego w stanie spoczynku, były dowódca Pomorskiego Okręgu Wojskowego.

## Życiorys
Leszek Chyła syn Wiktora urodził się 11 grudnia 1947 w Świekatowie na południowym skraju Kociewia na Kujawach. Absolwent Technikum Kolejowego. We wrześniu 1966 rozpoczął studia w Oficerskiej Szkole Wojsk Zmechanizowanych we Wrocławiu. Był słuchaczem – podchorążym do sierpnia 1969. Promowany na podporucznika przez generała Floriana Siwickiego. 
W październiku 1969 rozpoczął służbę zawodową jako dowódca plutonu, następnie dowodził kompanią szturmową z 6 Dywizji Powietrznodesantowej w Krakowie. W stopniu porucznika został skierowany na studia w Akademii Sztabu Generalnego WP w Rembertowie, po ukończeniu których pełnił służbę w jednostkach liniowych Warszawskiego Okręgu Wojskowego, pomocnik szefa wydziału operacyjnego 9 Dywizji Zmechanizowanej w Rzeszowie, szef sztabu – zastępca dowódcy 1 pułku zmechanizowanego w Wesołej z 1 Dywizji Zmechanizowanej oraz dowódca 2 pułku zmechanizowanego w Sierniewicach z 1DZ. W 1982 jako dowódca tego pułku będący w stopniu majora został wyróżniony przez ministra obrony narodowej za wyniki uzyskane w trakcie Inspekcji Sił Zbrojnych PRL. Dowodzony przez niego oddział zdobył tytuł przodującego pułku na szczeblu Warszawskiego Okręgu Wojskowego. W tym samym roku objął funkcję szefa sztabu – zastępcy dowódcy 1 Dywizji Zmechanizowanej w Legionowie. 
W 1984 został skierowany na studia w Wojskowej Akademii Sztabu Generalnego Sił Zbrojnych ZSRR, po ukończeniu której powierzonu mu stanowisko szefa oddziału operacyjnego – zastępcy szefa Sztabu Warszawskiego Okręgu Wojskowego, a następnie zastępcy szefa i szefa Zespołu Szkolenia Operacyjnego w Sztabie Generalnym Wojska Polskiego, gdzie był głównym autorem międzynarodowych ćwiczeń dowódczo-sztabowych „Tarcza 88” i „Lato 90”. W 1990 został wyznaczony na funkcję  szefa Zarządu Operacyjnego SG WP. W latach 1990–1991 uczestniczył w pracach Międzyresortowej Komisji ds. reform w organizacji Obrony Narodowej w zespole nr 2 ds. restrukturyzacji sił zbrojnych. W okresie 1992–1997 pełnił służbę na stanowisku szefa Zarządu Operacyjno–Planistycznego i Zarządu Ogólnego Sztabu Generalnego WP w pionie Inspektoratu Szkolenia SG WP, gdzie był współautorem pierwszego  międzynarodowego ćwiczenia w ramach „Partnerstwa dla Pokoju” pod kryptonimem „Most Współpracy”.
11 listopada 1993 został awansowany na stopień generała brygady. Akt mianowania odebrał z rąk prezydenta Rzeczypospolitej Polskiej Lecha Wałęsy. W 1997 został wyznaczony na stanowisko zastępcy dowódcy Wojsk Lądowych – szefa sztabu, a w marcu 2000 objął funkcję szefa sztabu Wojsk Lądowych. 15 sierpnia 2000 podczas uroczystości z okazji Święta Wojska Polskiego na dziedzińcu Belwederu został awansowany przez prezydenta Rzeczypospolitej Polskiej Aleksandra Kwaśniewskiego na stopień generała dywizji. Od 9 września 2000 do 11 grudnia 2003 dowodził Pomorskim Okręgiem Wojskowym w Bydgoszczy. W 2003 był głównym organizatorem konferencji Szefów Sztabów Dowództw NATO Regionu Bałtyku. 
W roku 2004 objął stanowisko szefa Generalnego Zarządu Zasobów Osobowych P1 w Sztabie Generalnym WP na okres trzyletniej kadencji. 17 maja 2007 w związku z zakończeniem zawodowej służby wojskowej został pożegnany przez szefa Sztabu Generalnego Wojska Polskiego gen. Franciszka Gągora. W 2007 wybrany został prezesem Zarządu Głównego Związku Polskich Spadochroniarzy, którym był do 2011. Zaangażowany społecznie po przejściu w stan spoczynku.

## Awanse[6]
- podporucznik – 1969
- pułkownik – 1986
- generał brygady – 1993[14]
- generał dywizji – 2000[8]

## Ordery, odznaczenia i wyróżnienia
- Krzyż Oficerski Orderu Odrodzenia Polski[15]
- Krzyż Kawalerski Orderu Odrodzenia Polski[16]
- Złoty Krzyż Zasługi[16]
- Odznaka pamiątkowa Pomorskiego Okręgu Wojskowego – 2000 (ex officio)
- Honorowa Statuetka „Gryfa” – 2002 (wręczona  przez Dziennik Bałtycki)[10]
- Medal Prezydenta Bydgoszczy „Za zasługi dla Bydgoszczy” – 2011[17]